# エルシニアバクチン
エルシニアバクチン（Yersiniabactin、Ybt) とは、シデロホアの一種である有機化合物である。病原性細菌であるYersinia pestisやYersinia pseudotuberculosis、Yersinia enterocoliticaおよび、Escherichia coliなどの腸内細菌によって産生および分泌される。シデロホアは鉄との親和性が非常に高い。一般に生物は、活性に鉄を要求し、かつ生育に必須なタンパク質（ラクトフェリンやフェリチンなど）を持つ。鉄への要求性は宿主においても、それに寄生する病原菌においても同じであり、病原菌のシデロホアは宿主よりも先に環境中の鉄を獲得するために機能する。

## 構造
エルシニアバクチンには、窒素や硫黄を含む4つの環状構造（1個の芳香環と3個のチアゾール五員環）を有する。環状構造は、3つの窒素の電子対および3つの酸素原子の負電荷により三価鉄Fe3+を捕捉し、1:1複合体（Ybt-Fe3+）を形成する。このとき、複合体は八面体となる。Ybt-Fe3+ 複合体はプロトンに依存しない。

## 生合成
エルシニアバクチンは非リボソームペプチド合成酵素(NRPS)/ポリケタイド合成酵素(PKS)経路によって生合成される。複数の酵素が関与し、最も重要な酵素はHMWP2-HMWP1複合体である。HMWP1（3,161-アミノ酸高分子量タンパク質1、3,161-amino-acid high-molecular-weight protein 1）はirp1にコードされていると予想されている。ホスホパンテテイン転移酵素のYbtDは、システイン、サリチル酸、およびマロニル基と繋がったホパンテテインをHMWP1とHMWP2に付加する。YbtSはコリスミ酸からサリチル酸を合成する。合成時にサリチル酸はYbtEによってアデノシル化させられ、HMWP2–HMWP1複合体に結合させられる。
HMWP2は2つのマルチドメインNRPSモジュールで構成されており、運搬体タンパク質によってサリチル酸部分が活性化させられる。すると2つのシステイン残基の閉環と縮合が起こり、2つのチアゾリン環が形成される。この環の一つに1つの架橋マロニル基がHMWP1のPKSタンパク質によって付加され、2つ目の環は、HMWP1の非リボソームペプチドドメインの最後のチアゾリン環の閉環と縮合の前にYbtUによってチアゾリジンに還元される。
上記の酵素の複合体はYbtTチオエステル加水分解酵素によって編集を受けており、複合体に異常な分子が存在する場合、YbtTチオエステル加水分解酵素によって取り除かれる。HMWP1のチオエステル加水分解酵素ドメインはこの酵素複合体から完全なシデロホアを放出させる。

## 発現の制御
Ybt生合成タンパク質をコードする遺伝子が存在するHPIは一群の制御因子によって支配されている。エルシニアバクチン領域のプロモーター領域は全部で4つ（psn、irp2、ybtA、ybtP）ある。psnはペスチシン/エルシニアバクチン受容体（pesticin/yersiniabactin receptor）遺伝子、irpは鉄制御タンパク質（iron-regulated protein）遺伝子である。Yersinia pestis Kim6+においてはpsnまたはirp2の変異で病原性を失う。
エルシニアバクチン領域はリプレッサーのFurとの結合部位を持ち、鉄の存在下でFurによる負の制御を受ける。Ybtは転写制御因子のAraCファミリーの一種であり、その存在下で輸送・生合成遺伝子のpsn、irp2、およびybtPの発現を活性化させるが、そのプロモーターの発現は抑制する。エルシニアバクチンは自身の遺伝子の発現および、psn/fyuAやybtPQXSの転写レベルを上方制御している可能性がある。

## 病原性への関与
エルシニアバクチンは細菌に栄養源として鉄を供給する。また、宿主タンパク質に結合している金属を感染菌に移動させる。エルシニアバクチンのような高親和性の鉄キレート剤は病原菌の宿主内での増殖を促進し、全身病原性を与える。高親和性の鉄キレート剤無しではエルシニア属の腺ペスト病原菌は中程度の局所的な症状しか呈さない。
エルシニアバクチンが鉄と配位結合すると、エルシニアバクチンーFe3+複合体は、特定の細菌の外膜にあるTonB-依存受容体のFyuA (Psn)を認識し、膜中タンパク質の援助により細胞質へと取り込まれる。